# Миронюк Сергій Сергійович
Сергій Сергійович Миронюк (1984—2023) — український військовослужбовець, молодший сержант 3-ї окремої штурмової бригади Збройних Сил України, учасник російсько-української війни, що відзначився і загинув у ході відбиття російського вторгнення в Україну. Герой України (посмертно, 2024.)

## Життєпис
Закінчив Національний університет фізичного виховання і спорту України (2006). Мешкав та працював у Києві.
З початком повномасштабного вторгнення російської федерації в Україну він добровільно приєднався до ТРО «Азов». у складі якого брав участь у обороні Києва та Київської області впродовж березня-квітня 2022 року.
Згодом у складі полку ССО «Азов-Київ». до кінця серпня 2022 року виконував бойові завдання на Запорізькому напрямку. Неодноразово відзначався в боях, за що отримав заслужену повагу від командування та побратимів. У липні 2022 року, поблизу населеного пункту Зелене Поле Запорізької області, зібрав штурмову групу, для штурму противника, якій постійно обстрілював позиції. Очоливши групу, без втрат захопили укріплення росіян, яку згодом кілька тижнів успішно утримували. На честь Сергія позиція була названа його позивним — «Мирон».
У складі 3-ї окремої штурмової бригади. брав участь у бойових діях на Бахмутському напрямку поблизу населених пунктів Андріївка, Кліщіївка, Біла Гора, Часів Яр, уздовж каналу Сіверський Донець-Донбас. 24.01.2023 на позиції «Суми» отримав поранення та був евакуйований.
Під час контрнаступу ЗСУ брав участь у штурмових операцій уздовж каналу Сіверський Донець-Донбас.
Його бойові успіхи та успіхи його підрозділу стали легендарними і не могли бути непоміченими військовими журналістами. Про нього робили матеріали у «Фактах», Юрій Бутусов і в інтернет-виданні «Цензор», кількох західних виданнях. На його честь писали вірші. Навіть у його батальйоні, відзначаючи успіхи і завзяття Сергія, бійці жартували, що створять фан-клуб Мирона. А сам він отримав неофіційний статус «ас штурму».
24.07.2023 поблизу населеного пункту Андріївка Донецької області та каналу, під час виконання завдання з захоплення укріпленого району росіян отримав поранення несумісні з життям.
Залишилася дружина і троє неповнолітніх дітей.
12 травня 2025 року Президент України Володимир Зеленський вручив орден «Золота Зірка» членам родини Сергія Миронюка. Під час заходу було повідомлено, що він «на Донеччині як командир штурмового відділення відбивав близько 10 ворожих штурмів щодоби та організовував контратаки. Під час одного з російських штурмів зазнав уламкових поранень і контузії, але продовжував вести бій протягом кількох годин. 24 липня 2023 року штурмова група захоплювала ворожі позиції, проводила зачистку окопів і бліндажів, але потрапила в засідку. Сергій Миронюк загинув, прикриваючи побратима».

## Нагороди
- Звання Герой України з удостоєнням ордена «Золота Зірка» (5 грудня 2024, посмертно) — за особисту мужність і героїзм, виявлені у захисті державного суверенітету та територіальної цілісності України, самовіддане служіння Українському народові[6];
- медаль «За військову службу Україні» (14 березня 2023)[7].

## Вшанування пам'яті
У пам'ять про Сергія, побратими назвали свій взвод на його честь — взвод «Мирон».
На фасаді Лисянського ліцею № 2, де він навчався, встановлено меморіальну дошку.